# L'Infidèle (film, 1908)
Cet article concerne le film de Louis Feuillade. Pour le film de Vincent Sherman, voir L'Infidèle.
L'Infidèle est un film muet français réalisé par Louis Feuillade sorti en 1908.